# Koziczino (wieś)
Koziczino (bułg. Козичино) – wieś w Bułgarii, w obwodzie Burgas, w gminie Pomorie. W 2023 roku liczyła 150 mieszkańców.